# John Brown Gordon
John Brown Gordon (Upson County, 6 februari 1832 - Miami, 9 januari 1904) was een Amerikaans militair, advocaat en politicus. Tijdens de Amerikaanse Burgeroorlog was hij generaal voor de Geconfedereerde Staten van Amerika. Hij was een sterke tegenstander van de Reconstructie na de oorlog. Hij diende als senator voor de Democraten tussen 1873 en 1880 en voor een tweede keer tussen 1891 en 1897. Tussen 1886 en 1890 was hij gouverneur van Georgia.

## Biografie

### Vroege leven
John Brown Gorden werd geboren op  6 februari 1832 op de boerderij van zijn ouders in Upson County, Georgia. Hij was de vierde van twaalf kinderen. Zijn voorouders waren van Schotse afkomst en velen hadden gevochten tijdens de Amerikaanse Onafhankelijkheidsoorlog. Zijn familie verhuisde in 1840 naar Walker County waar zijn vader, Zachariah Gordon, een plantage had met 18 slaven.
Hij ging studeren aan de Universiteit van Georgia, maar hij studeerde er niet af. Gordon werd vervolgens advocaat. Samen met zijn vader investeerde hij in de ontwikkeling van kolenmijnen in Georgia en Tennessee. In 1854 huwde hij met Rebecca "Fanny" Haralson. Ze was de dochter van Hugh A. Haralson, een invloedrijke politicus uit Georgia. Het echtpaar zou zes kinderen krijgen.

### Amerikaanse Burgeroorlog
Ondanks dat Gordon geen enkele militaire ervaring had, kreeg hij bij het uitbreken van de Amerikaanse Burgeroorlog de rang van kapitein in het 6th Alabama Infantry Regiment. Hij was aanwezig bij de Eerste Slag van Bull Run, maar kwam daar nog niet in actie. Toen het Zuidelijke leger in mei 1862 gereorganiseerd werd, nam kolonel John Siebels ontslag en werd Gordon tot kolonel van het regiment verkozen. Zijn eerste gevechtservaring deed hij op bij de Slag bij Seven Pines. Tijdens deze slag raakte zijn jongere broer, Augustus Gordon, zwaargewond door een schot in de longen. Hij overleefde deze verwonding, maar zou later sneuvelen tijdens de Slag bij Chancellorsville. Toen de tweedaagse Slag bij Seven Pines ten einde liep, nam Gordon de brigade over van zijn bevelhebber brigadegeneraal Robert Rodes die gewond was geraakt. Kort na de slag werd het 26th Alabama Infantry Regiment toegevoegd aan de brigade van Rodes. De kolonel van dit regiment, Edward O'Neal, had een langere diensttijd en nam het bevel op zich tot Rodes terugkeerde net voor de Zevendagenslag. Vervolgens zou hij ook deelnemen aan de Slag bij Gaines' Mill en raakte hij aan het oog gewond tijdens de Slag bij Malvern Hill. Op 29 juni nam Rodes opnieuw ziekteverlof omdat hij te veel last had van zijn verwondingen. O’Neal nam opnieuw de brigade over. Tijdens de Veldtocht in noordelijk Virginia was Gordon en zijn regiment rond Richmond gestationeerd.
Tijdens de Slag bij Antietam verdedigde Gordon met zijn eenheid de belangrijke "sunken road" of de "Bloody Lane". Hij raakte tijdens de strijd opnieuw gewond. Een minié-kogel ging door zijn kuit heen, een tweede kogel raakte hem in hetzelfde been en een derde kogel in zijn linkerarm. Ondanks deze verwondingen ging Gordon verder met aanvoeren van zijn soldaten. Een vierde kogel raakte hem in zijn schouder en vervolgens raakte een laatste kogel hem in de kaak. Hij herstelde onder de verpleging van zijn vrouw in Virginia.
Robert E. Lee was sterk onder de indruk van de prestaties van Gordon tijdens de veldslag. Hij droeg Gordon voor om gepromoveerd te worden tot brigadegeneraal op 1 november 1862. Door de ernst van zijn verwondingen werd deze promotie niet onmiddellijk goedgekeurd door het congres. Na maanden van revalideren keerde Gordon terug naar het leger en verkreeg hij het commando over een brigade in de divisie van Jubal Early. Opnieuw droeg Lee hem voor promotie voor. Op 7 mei 1863 werd Gordon officieel bevorderd tot brigadegeneraal.
Tijdens de Gettysburgveldtocht bezette de brigade van Gordon Wrightsville (Pennsylvania) langs de Susquehanna. Dit was het verste punt dat de Zuidelijken zouden oprukken in Pennsylvania tijdens de oorlog. Noordelijke militietroepen onder leiding van kolonel Jacob G. Frick vernietigden de Pennsylvania Railroad Bridge zodat Gordon niet verder kon oprukken. Het vuur die de brug had vernietigd, verspreidde zich ook in Wrightsville. Dankzij het doortastend optreden van Gordon werd de brand als snel geblust.
Tijdens de eerste dag van de Slag bij Gettysburg op 1 juli 1863 verdreef Gordons birgade eenheden van het XI Corps van Barlow's Knoll. De Noordelijke generaal-majoor Francis C. Barlow raakte gewond en werd voor dood achtergelaten. Gordon vond hem, diende de eerste zorgen toe en liet hem naar een veldhospitaal overbrengen. Barlow keerde terug in actieve dienst in april 1865 en zou opnieuw tegenover Gordon staan in de Slag bij High Bridge. Na de oorlog zouden beide officieren elkaar opnieuw ontmoeten in Washington D.C..
Bij het begin van de Overlandveldtocht tijdens de Slag in de Wildernis stelde Gordon voor om een flankaanval uit te voeren op het leger van de Unie die hij op 6 mei 1864 ook uitvoerde. Mocht hij de toestemming gekregen hebben van zijn bevelhebber, generaal-majoor Jubal Early, om vroeger aan te vallen, zou het eindresultaat van de veldslag er anders hebben uitgezien. Op 8 mei 1864 kreeg Gordon het bevel over de divisie van Early in het korps van luitenant-generaal Richard S. Ewell. Enkele dagen later, op 14 mei, werd hij bevorderd tot generaal-majoor. Dankzij het sterke verzet van Gordon tijdens de grote Noordelijke aanval op de Zuidelijke linies tijdens de Slag bij Spotsylvania Court House kon hij voorkomen dat de Zuidelijke linies doorbroken werden. Zijn divisie werd tijdens de Slag bij North Anna in reserve gehouden. En tijdens de Slag bij Cold Harbor lag zijn divisie bij Magnolia Swamp, ten noorden van het strijdtoneel.
Tijdens de Veldtochten in de Shenandoahvallei zag Gordon actie tijdens de Slag bij Lynchburg en nam deel aan de Slag bij Monocacy. Op 25 augustus raakte hij gewond aan zijn hoofd toen hij bij Shepherdstown in West Virginia de Potomac overstak. Hij liet zijn wonde verzorgen en trok opnieuw ten strijde.
Soms vergezelde zijn vrouw Fanny hem op de veldtochten. Toen de Derde Slag bij Winchester volop woedde, liep Fanny de straat op om de vluchtende eenheden van haar man tot staan te brengen en terug naar voor te sturen. Gordon zag dit met zowel afgrijzen als bewondering aan. Hij bleef het bevel voeren over een divisie in het Army of the Valley van Early. Hij vocht bij Fisher's Hill en Cedar Creek waar hij een nachtelijk flankeerbeweging uitvoerde langs de noordelijke voet van de Massanutten Mountain om de volgende ochtend de vijand aan te vallen. Deze aanval vernietigde bijna de Noordelijke stellingen, maar door verkeerde manoeuvres mislukte de aanval uiteindelijk.
Na de nederlaag van Early bij Cedar Creek keerde Gordon terug naar het Army of Northern Virginia waar hij het bevel kreeg over het Second Corps. Tijdens de belegering van Petersburg verdedigde hij met succes zijn deel van het front. Op 25 maart 1865 voerde hij een aanval uit op Fort Stedman waar hij opnieuw gewond raakte aan zijn been.
Tijdens de Slag bij Appomattox Courthouse voerde Gordon de laatste aanval uit van het Army of Northern Virginia waarbij hij vijandelijke stellingen innam en enkele kanonnen veroverde.
Op 12 april 1865 gaf het Army of Northern Virginia zich over aan generaal-majoor Joshua Chamberlain.

### Latere jaren en politieke carrière

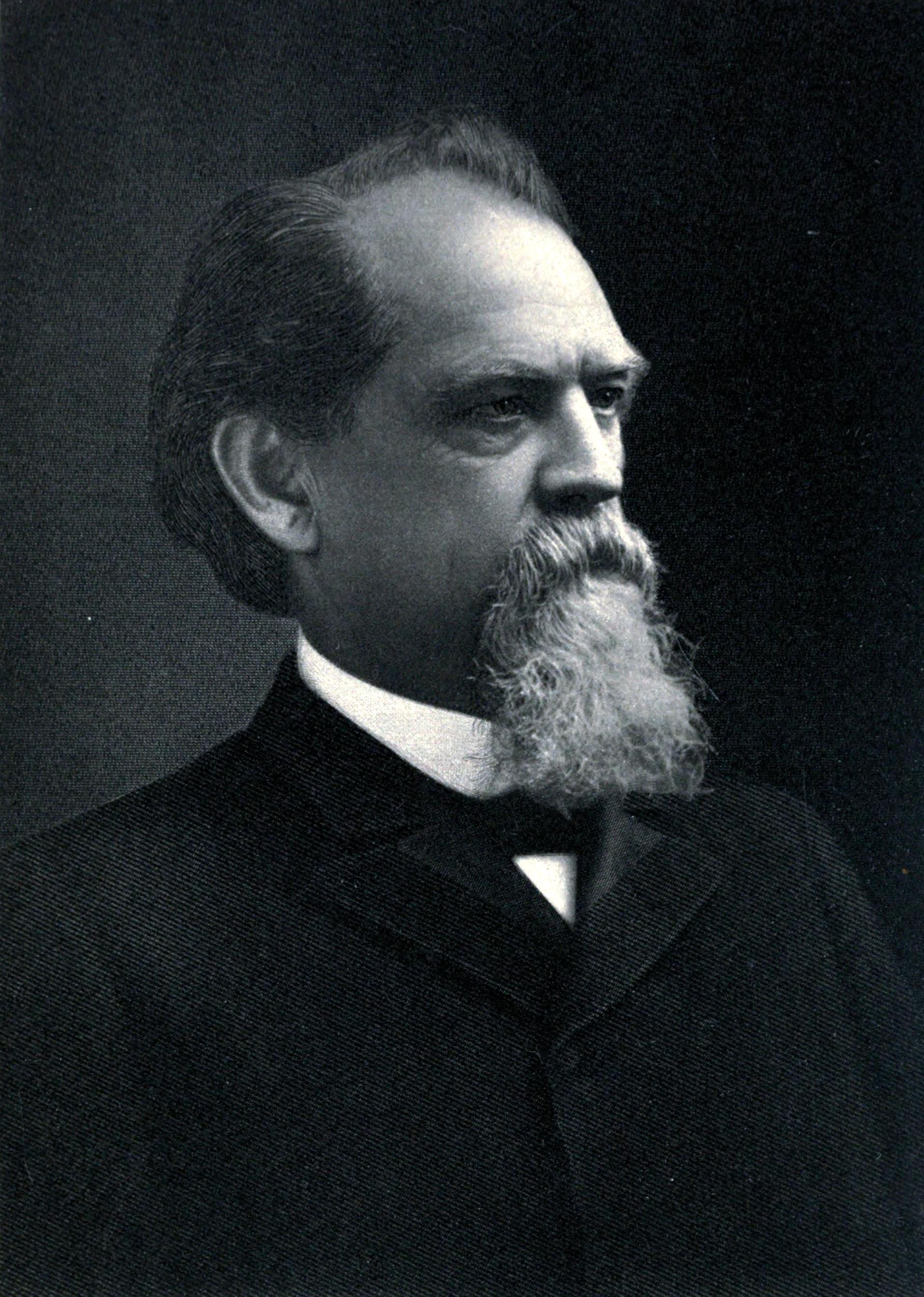
John Brown Gordon na de oorlog

Op 33-jarige leeftijd keerde John Brown Gordon naar huis terug en werd hij weer advocaat. Hij verzette zich fel tegen de politiek van de Reconstructie. In 1868 deed hij een vergeefse poging om gouverneur van Georgia te worden. Hij werd bij deze verkiezing verslagen door de Republikeinse kandidaat Rufus Bollock met 83.527 tegen 76.356 stemmen.  Als symbool van witte suprematie waren er geruchten dat hij het hoofd was van de Ku Klux Klan in Georgia. In 1873 werd hij namens zijn staat Georgia verkozen tot senator in het federaal parlement en in 1879 was hij de eerste voormalig Zuidelijke generaal die er voorzitter van werd. Hij was een groot voorstander van het "New South"principe waar de industrialisering van de Zuidelijke staten voorop stond en hij maakte deel uit van de invloedrijke Bourbon Triumvirate die gedurende de jaren 1870 tot 1890 de macht in handen hadden in Georgia. Ondanks zijn herverkiezing gaf hij zijn positie op 19 mei 1880 op voor een belangrijke functie bij de Georgia Pacific Railway.
In 1886 keerde hij terug in de politiek en was hij een termijn lang gouverneur van Georgia. Toen deze termijn erop zat keerde hij terug naar de Senaat en hier zou hij zijn positie tot aan 1897 behouden. 
Hij publiceerde zijn memoires onder de titel van Reminiscences of the Civil War. Gordon gaf ook een lezingenreeks met de naam "The Last Days of the Confederacy"  doorheen de Verenigde Staten. Dit werd zowel in het noorden als in het zuiden van het land positief onthaald. Hij legde de nadruk op anekdotes waardoor de soldaten van beide strijdende partijen een menselijke gezicht kregen. Dit bevorderde de toenadering tussen de verschillende veteranenverenigingen.
Toen de  United Confederate Veterans werd opgericht in 1890 werd Gordon de eerste voorzitter en opperbevelhebber. Hij bleef in functie tot aan zijn dood. Gordon overleed tijdens een bezoek aan zijn zoon in Miami in 1904 op 71 jarige leeftijd. Hij werd begraven op de Oakland Cemetery in Atlanta, Georgia. Er waren meer dan 75.000 personen aanwezig bij zijn begrafenis.

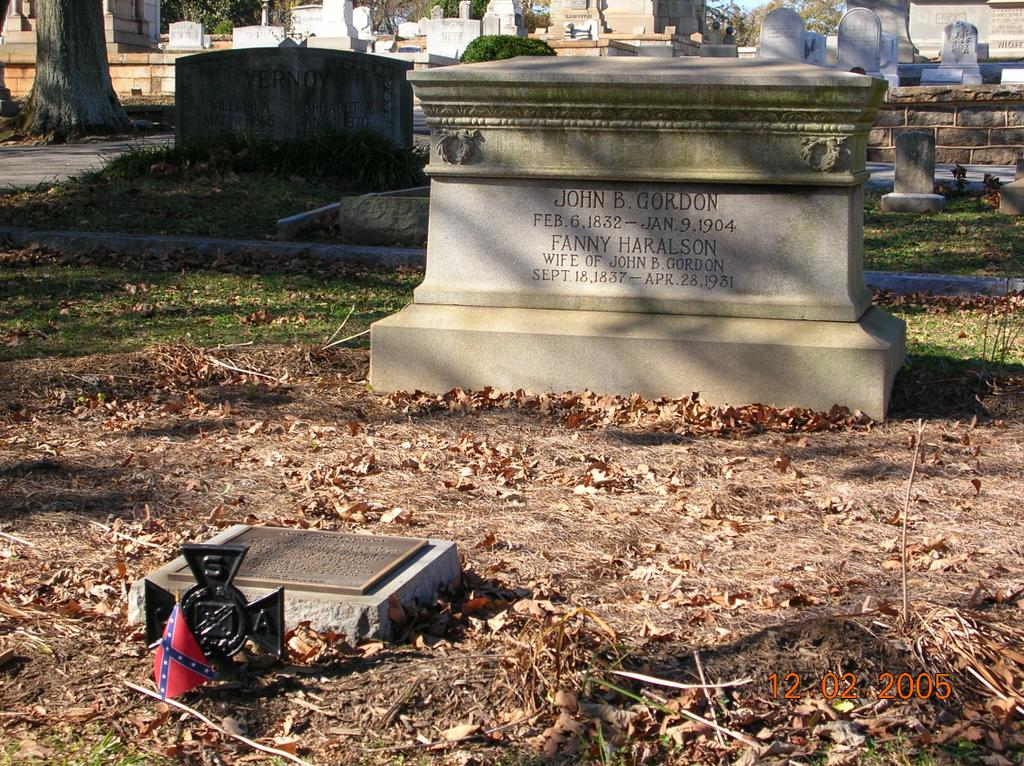
Het graf van Gordon in Oakland Cemetery, Atlanta, Georgia

- Gemeinsame Normdatei: 118921347
- International Standard Name Identifier: 0000 0000 8392 1091
- Library of Congress Control Number: n81107959
- Nationale Bibliotheek van Israël: 987007322245905171
- SNAC: w6n87j6f
- Système universitaire de documentation: 17732130X
- Biographical Directory of the United States Congress: G000313
- Virtual International Authority File: 69728210
- WorldCat: E39PBJdmkpKyKj8D3YdvkVdbBP